# بيتر واشنطن
بيتر واشنطن (بالإنجليزية: Peter Washington)‏ هو عازف جاز أمريكي، ولد في 28 أغسطس 1964 في لوس أنجلوس في الولايات المتحدة.

## وصلات خارجية
- بيتر واشنطن على موقع ميوزك برينز (الإنجليزية)
- بيتر واشنطن على موقع ديسكوغز (الإنجليزية)